# Viktoria Kaina
Viktoria Kaina (* 1969 in Guben) ist eine deutsche Politikwissenschaftlerin.

## Leben
Von 1989 bis 1991 war sie Redakteurin. Von 1991 bis 1996 studierte sie Politikwissenschaft an der Universität Potsdam, wo sie an der „Potsdamer Elitestudie“ mitarbeitete. Nach der Promotion 2001 zum Dr. rer. pol. an der Wirtschafts- und Sozialwissenschaftlichen Fakultät in Potsdam und der Habilitation 2008 und venia legendi in Politikwissenschaft an der Wirtschafts- und Sozialwissenschaftlichen Fakultät der Universität Potsdam lehrte sie von 2008 bis 2011 als Privatdozentin an der Wirtschafts- und Sozialwissenschaftlichen Fakultät der Universität Potsdam, wo sie 2009 eine Professur „Politik und Regieren in Deutschland und Europa“ vertrat. 2009 und 2010 vertrat sie Professuren an der Universität Mannheim. Von 2010 bis 2011 war sie Heisenberg-Stipendiatin der Deutschen Forschungsgemeinschaft am Mannheimer Zentrum für Europäische Sozialforschung (MZES) in Mannheim. Von 2011 bis 2013 lehrte sie als Universitätsprofessorin und Inhaberin des Lehrstuhls „Politisches System der Bundesrepublik Deutschland“ am Institut für Politikwissenschaft der Friedrich-Schiller-Universität Jena. Seit 2013 ist sie Universitätsprofessorin und Leiterin des Lehrgebiets Politikwissenschaft 1: Staat und Regieren am Institut für Politikwissenschaft der FernUniversität in Hagen.
Seit 2021 ist sie Mitglied im Netzwerk Wissenschaftsfreiheit.

## Schriften (Auswahl)
- Elitenvertrauen und Demokratie. Zur Akzeptanz gesellschaftlicher Führungskräfte im vereinten Deutschland. Wiesbaden 2002, ISBN 3-531-13816-2.
- Wir in Europa. Kollektive Identität und Demokratie in der Europäischen Union. Wiesbaden 2009, ISBN 978-3-531-16361-1.